# La Boixe
La Boixe is een fusiegemeente (commune nouvelle) in het Franse departement Charente (regio Nouvelle-Aquitaine). De plaats maakt deel uit van het arrondissement Angoulême. La Boixe is op 1 januari 2025 ontstaan door de fusie van de gemeenten Montignac-Charente en Vars. De hoofdplaats van de nieuwe gemeente is Vars.